# The New Adventures of J. Rufus Wallingford
The New Adventures of J. Rufus Wallingford è un serial muto del 1915 diretto da James Gordon, Leopold e Theodore Wharton che lo avevano anche prodotto. Si tratta di una serie di quattordici episodi di due rulli ciascuno, ognuno dei quali proponeva una storia completa sulle avventure di due lestofanti.
Girato a Ithaca, nello stato di New York, venne distribuito dalla Pathé Exchange con il primo episodio che uscì in sala il 4 ottobre 1915.

## Produzione
Il film fu prodotto dalla Wharton con il titolo di lavorazione Get Rich Quick Wallingford.

## Distribuzione
Distribuito dalla Pathé Exchange, il film uscì nelle sale cinematografiche statunitensi dal 4 ottobre 1915 con il titolo abbreviato Adventures of Wallingford.

### Episodi
1. The Bungalow Bungle - 4 ottobre 1915
2. Three Rings and a Goat - 11 ottobre 1915
3. A Rheumatic Joint - 18 ottobre 1915
4. The Master Stroke - 25 ottobre 1915
5. The Lilac Splash - 1 novembre 1915
6. A Trap for Trapp - 8 novembre 1915
7. A Bang Sun Engine - 15 novembre 1915
8. A Transaction in Summer Boarders - 22 novembre 1915
9. Detective Blackie - 29 novembre 1915
10. Apples and Eggbeaters -  5 dicembre 1915
11. A Stony Deal - 12 dicembre 1915
12. Buying a Bank with Bunk - 19 dicembre 1915
13. The Missing Heir - 26 dicembre 1915
14. Lord Southpaugh -  3 gennaio 1916